# Projet Blue Book (série télévisée)
Cet article concerne la série télévisée. Pour le projet historique, voir Projet Livre Bleu.
Projet Blue Book (Project Blue Book) est une série télévisée américaine en vingt épisodes de 42 minutes mélangeant le genre historique et la science-fiction, créée et écrite par David O'Leary, réalisée par Robert Zemeckis, Sean Jablonski et David O'Leary, et diffusée entre le 8 janvier 2019 et le 24 mars 2020 sur la chaîne américaine History et en simultané sur History au Canada.
En France, elle est diffusée depuis le 21 octobre 2019 sur la chaîne Warner TV, et au Québec depuis le 28 mars 2020 sur Historia.
La série reprend les enquêtes menées par l'équipe du projet Livre Bleu de l'US Air Force dans les années 1950, se concentrant majoritairement sur les observations d'OVNI dans le ciel américain.

## Synopsis
Cette série télévisée retrace les investigations du professeur J. Allen Hynek et du capitaine Michael Quinn, respectivement un docteur en astrophysique et un pilote décoré de l'US Air Force, vétéran de la Seconde Guerre mondiale, qui tentent d'expliquer scientifiquement les observations d'OVNI.

## Distribution
- Aidan Gillen (VF : Yann Guillemot) : Dr J. Allen Hynek
- Michael Malarkey (VF : Pascal Nowak) : Capitaine Michael Quinn
- Laura Mennell (VF : Anne Tilloy) : Mimi Hynek, femme d'Allen Hynek
- Ksenia Solo (VF : Edwige Lemoine) : Susie Miller
- Michael Harney (VF : Jean-François Aupied) : Général Hugh Valentine
- Neal McDonough : Général James Harding
- Jill Morrison (VF : Isabelle Auvray) : Faye
- Nicholas Holmes (VF : Cécile Gatto) : Joel Hynek
- Robert John Burke (VF : Guillaume Orsat) : William Fairchild
- Jerod Haynes (VF : Jean-Paul Pitolin) : Daniel Banks
- Currie Graham (VF : Fabrice Lelyon) : Cal Miller

## Production
Le 7 mai 2020, la série est annulée.

### Fiche technique
- Titre original : Project Blue Book
- Titre français : Projet Blue Book
- Création : David O'Leary
- Production : Robert Zemeckis, David O'Leary, Sean Jablonski
- Sociétés de production : A&E Studios
- Sociétés de distribution : ImageMovers, History, Warner Bros.
- Pays d'origine :  États-Unis
- Langue originale : anglais
- Genre : Science-fiction, historique
- Nombre de saisons : 2
- Nombre d'épisodes : 20
- Durée : 42 - 44 minutes
- Dates de première diffusion :
  - États-Unis : 8 janvier 2019
  - France : 21 octobre 2019

## Épisodes

### Première saison (2019)
1. Le combat de chiens (The Fuller Dogfight)
2. Le monstre de Flatwoods (The Flatwoods Monster)
3. Des lumières en forme de V (The Lubbock Lights)
4. La conquête de l'espace (Operation Paperclip)
5. Chasseurs fantômes (Foo Fighters)
6. Les boules de feu vertes (The Green Fireballs)
7. Disparition mystérieuse (The Scoutmaster)
8. Jeux de guerre (War Games)
9. Séquestration (Abduction)
10. Allers-retours (The Washington Merry-Go Round)

### Deuxième saison (2020)
Le 10 février 2019, la série est renouvelée pour une deuxième saison de dix épisodes, diffusée à partir du 21 janvier 2020.
1. L'affaire Roswell - Partie 1 (The Roswell Incident - Part  I)
2. L'affaire Roswell - Partie 2 (The Roswell Incident - Part  II)
3. La zone 51 (Area 51)
4. Hopkinsville (Hopkinsville)
5. Les hommes en noir (The Men in Black)
6. Rencontre d'un autre type (Close Encounters)
7. La malédiction du porteur-de-peau (Curse of the Skinwalker)
8. Ce qui se cache en-dessous (What Lies Beneath)
9. Troisième Guerre mondiale (Broken Arrow)
10. Bateau fantôme (Operation Mainbrace)

## Contexte historique
La série se déroule dans les années 1950, alors que les tensions de la guerre froide s'installent entre les américains et le Bloc de l'Est et que la menace nucléaire plane dans le monde entier. Les deux protagonistes enquêtent sur des observations aériennes rapportées par des témoins d'objets volants non-identifiés encore inexpliqués par la science.
La série établit des liens logiques avec plusieurs programmes de recherches ou d'expérimentations menées par l'US Air Force ou la CIA, essentiellement sur des prototypes d'avions ou d'engins volants de toutes sortes parmi lesquels :
- le Northrop YB-35
- le projet Mogul
- le prototype Avro Canada VZ-9 Avrocar
- le Projet MK-Ultra
- le Stargate Project

Les épisodes se raccrochent également à des événements historiques réels ou considérés comme tels dans la culture américaine, comme les événements de Roswell au Nouveau-Mexique, le Jury Robertson ou encore le tournage du film Rencontres du troisième type, basé sur le Système de classification de Hynek (dans lequel Hynek apparaît en caméo).

## Personnages réels
- J. Allen Hynek (interprété par Aidan Gillen) ainsi que sa femme Mimi (Laura Mennell) et son fils Joel Hynek
- Le capitaine Michael Quinn est inspiré de Edward J. Ruppelt, l'un des chefs de Blue Book (interprété par Michael Malarkey)
- Wernher von Braun (interprété par Thomas Kretschmann), le scientifique germano-américain considéré comme le père du programme spatial américain, figure importante de la Course à la Lune.
- Harry S. Truman (interprété par Bob Gunton), 33e Président des États-Unis d'Amérique.
- John F. Kennedy (interprété par Caspar Phillipson) sénateur puis président des États-Unis d'Amérique.
- Donald Keyhoe (interprété par Adam Reid), un écrivain américain et chercheur sur le sujet des OVNI.